# Dorfkirche Eßbach

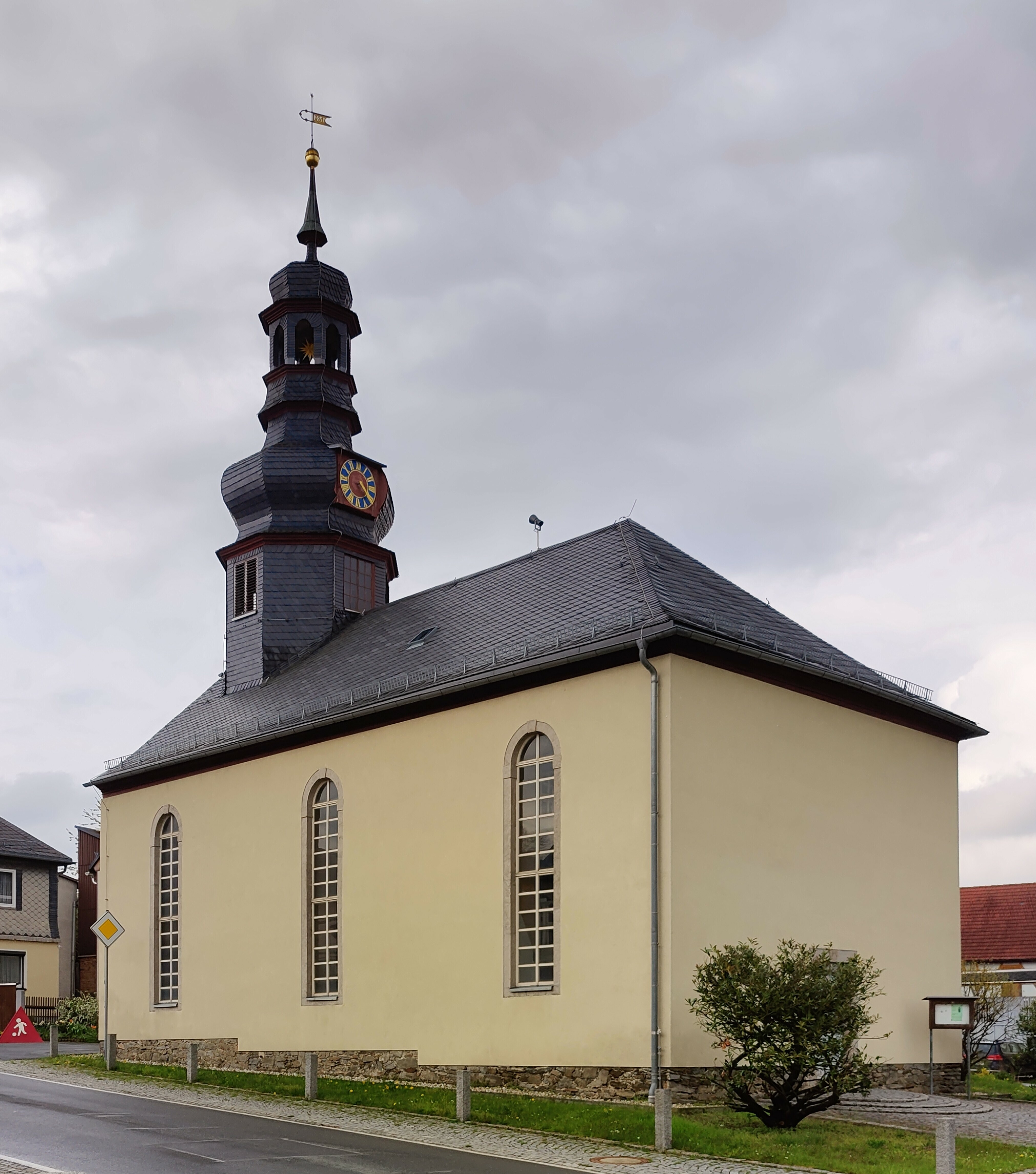
Dorfkirche Eßbach

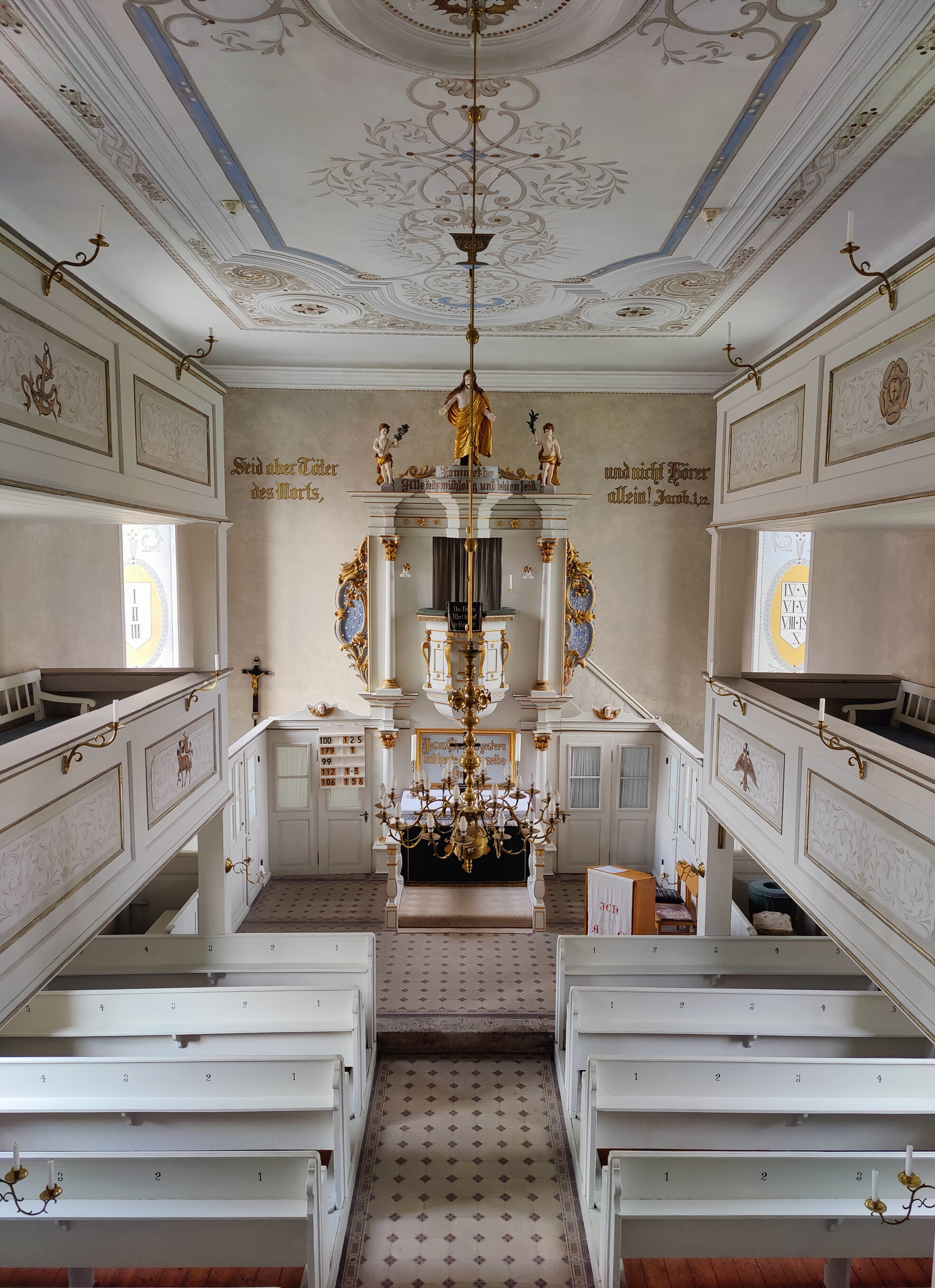
Innenraum (2023)

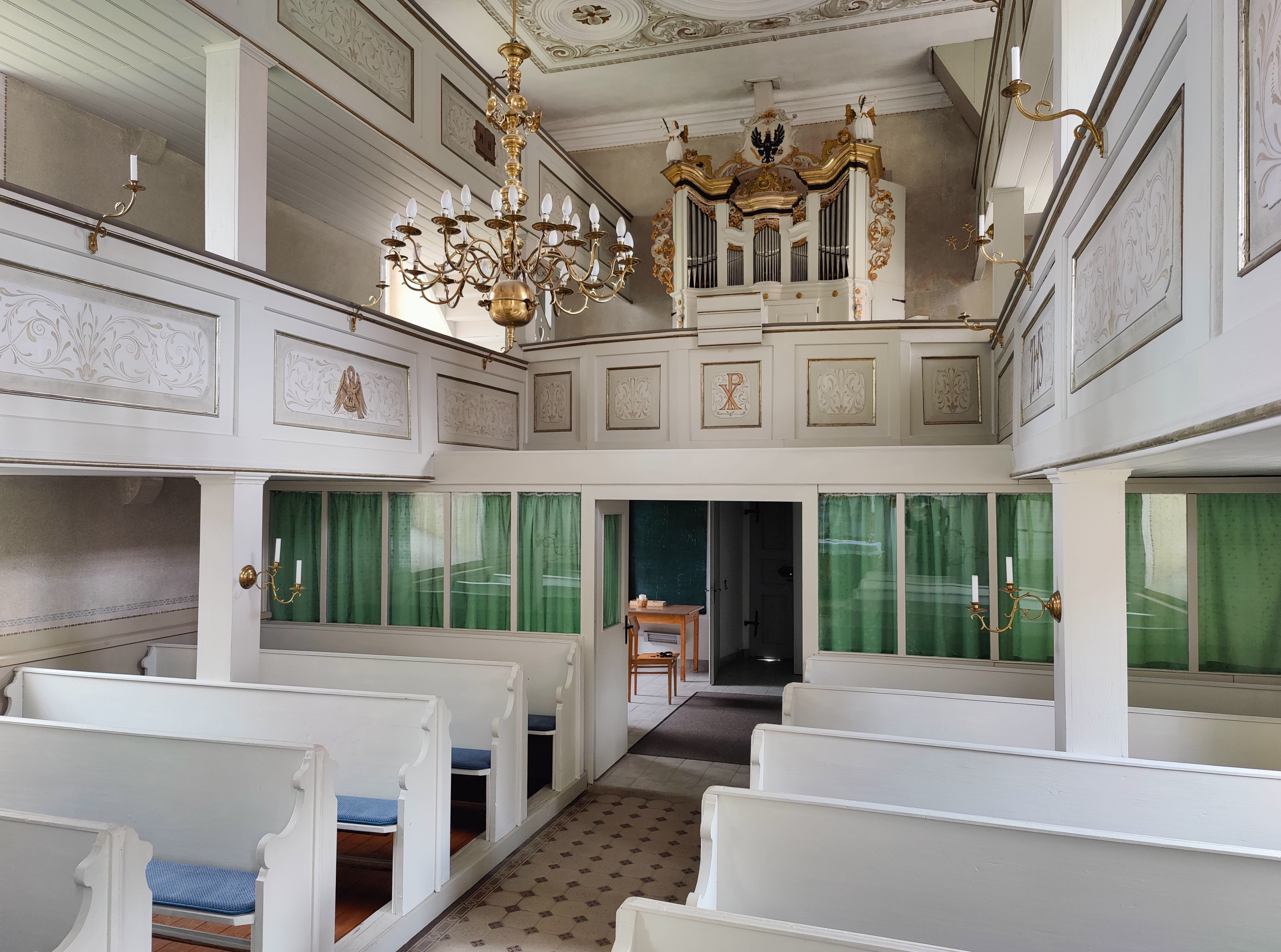
Innenraum, Blick zur Orgel

Die evangelisch-lutherische Dorfkirche Eßbach steht in Eßbach, einer Gemeinde im thüringischen Saale-Orla-Kreis. Die Kirchengemeinde gehört zum Kirchengemeindeverband Ziegenrück im Kirchenkreis Schleiz der Evangelischen Kirche in Mitteldeutschland.

## Geschichte
Bereits vor der Reformation bestand eine Kirche in Eßbach. 1544 wurde die Kirchgemeinde Eßbach von der Pfarrkirche St. Bartholomäus und St. Nikolaus in  Ziegenrück in die Pfarrei Volkmannsdorf eingepfarrt. Erst im Jahre 1869 wurde die Kirchengemeinde wieder mit Ziegenrück verbunden. Das heutige Gotteshaus wurde 1784 erbaut. Nach einem Blitzschlag wurde die Kirche restauriert.

## Beschreibung
Die rechteckige Saalkirche auf einem Grundriss von 25 mal 7,80 Metern ist mit einem schiefergedeckten Satteldach gedeckt, das im Bereich des Chors einen Dachreiter mit geschwungener Haube und offener Laterne, die ebenfalls schiefergedeckt sind. An der anderen Seite ist es abgewalmt. Das verputzte Kirchenschiff hat große Rundbogenfenster und Rechtecktüren. Der Kanzelaltar hat doppelte Säulen, Rocaillen an den Wangen und einem Aufsatz, in welchem Christus zwischen zwei Engeln erscheint.
Die Glocken von 88, 70 und 58 cm Höhe wurden 1842 von Johann Moritz Heinrich Ulrich gegossen und am 1. Advent 1842 in der Kirche eingeweiht. Im 2. Weltkrieg wurden die große und die mittlere Glocke eingeschmolzen. 1963 wurde eine mittlere Glocke von Franz August Schilling gegossen.
Die 1783–1785 von Carl Friedrich Tischendorf geschaffene Orgel hat 9 Register, verteilt auf ein Manual und Pedal. Der Prospekt ist mit Rocaillen und zwei Musikengeln verziert. Überholungen erfolgten 1990 und 2006.